# Isabella av Frankrike, drottning av Navarra
Isabella av Frankrike, född 1241, död 1271, var en drottning av Navarra; gift i Melun 6 april 1255 med kung Theobald II av Navarra.
Äktenskapet arrangerades som ett fredstraktat mellan Frankrike och Navarra. 
Paret levde extremt modest, och ska ha lagt sig till sägs med kläderna på. Isabella sägs vanligen ha levat i ett asexuellt förhållande till Theobald, men enligt vissa spanska dokument producerade paret ett dödfött barn år 1258, och Isabella ska ha avlidit i barnsäng. De levde främst i grevskapet Champagne (som tillhörde Navarra), där Isabella levde nära det franska hovet och sin far, och det är oklart om hon någonsin besökte Navarra. 
Isabella beskrivs som extremt religiös och asketisk. Hon stod nära sin far, som hade samma läggning, och de ska ha bytt helgonreliker med varandra. Hon tycks ha mottagit äktenskapsråd per brev från sin far, något ovanligt eftersom sådana råd till döttrar vanligen gavs av mödrarna. Hon upprätthöll goda kontakter med påven och kyrkan. Hon kröntes 1259. 
Isabella följde sin far och make på det sjunde korståget i juli 1270. Både hennes make och far avled under korståget. Isabella besslöt då att bli nunna, men avled i Provence på hemvägen.